# تجمع خصموت (حجر الصيعر)

تعديل مصدري - تعديل

تجمع خصموت هي إحدى قرى عزلة حجر الصيعر بمديرية حجر الصيعر التابعة لمحافظة حضرموت، بلغ تعداد سكانها 96 نسمة حسب تعداد اليمن لعام 2004.